# Ommatius pseudokempi
Ommatius pseudokempi är en tvåvingeart som beskrevs av Joseph och Parui 1987. Ommatius pseudokempi ingår i släktet Ommatius och familjen rovflugor. Inga underarter finns listade i Catalogue of Life.